# 谷物市场街

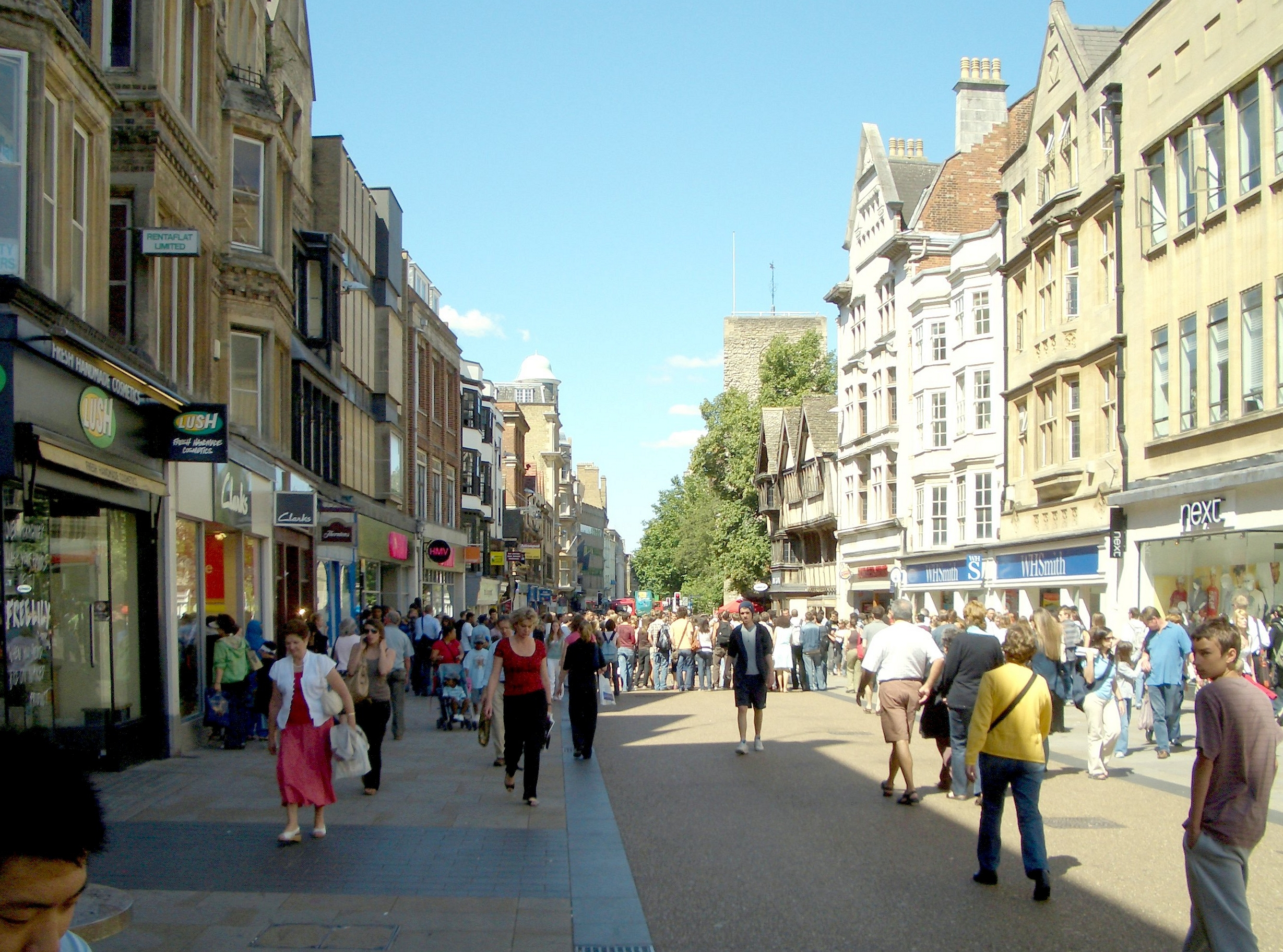
谷物市场街

谷物市场街（Cornmarket Street）是英国牛津的主要购物街，南北走向，介于卡尔法克斯塔与Magdalen 街之间。1999年改为步行街。
北门圣米迦勒堂位于这条街上。